# Wojciech Łozowski
Łozo, właśc. Wojciech Andrzej Łozowski (ur. 5 lipca 1984 w Olsztynie) – polski piosenkarz, autor tekstów, prezenter telewizyjny i aktor. W latach 2004–2017 wokalista zespołu Afromental. Członek Akademii Fonograficznej ZPAV.

## Życiorys

### Rodzina i edukacja
Jest synem Andrzeja i Elżbiety Łozowskich. Jego ojciec był dwukrotnym mistrzem Polski w tańcach latynoamerykańskich i zmarł, gdy syn miał 10 lat.
W dzieciństwie występował w grupie teatralnej Kokon i kabarecie „Są gorsi”. Trenował hip-hop w Akademii Teatru i Tańca. Studiował zarządzanie, ale zawiesił studia po pierwszym roku. Po dołączeniu do zespołu Afromental przeprowadził się do Warszawy, gdzie studiował w Wyższej Szkole Muzyki Rozrywkowej i Jazzu im. Krzysztofa Komedy.

### Kariera zawodowa
W latach 2004–2017 był wokalistą zespołu Afromental, z którym wydał cztery płyty: The Breakthru (2007), Playing with Pop (2009), The B.O.M.B. (2011) i Mental House (2014). W 2024 powrócił do muzyki jako Wozz Lozowski, wydając single: „Water and Fire”, „So Radical” oraz „Speeding”.
W 2005 został prezenterem programów MTV. W 2008 uczestniczył w siódmej edycji programu rozrywkowego TVN Taniec z gwiazdami. W 2011 wziął udział w nagraniu utworu „Mazurski cud” powstałego w ramach akcji promującej region Mazur „Mazury Cud Natury”. W latach 2011–2013 był jurorem polsatowskiego talent show Must Be the Music. Tylko muzyka. W 2015 współprowadził program SuperDzieciak na antenie Polsatu. W 2022 odnowił współpracę ze stacją TVN, m.in. uczestniczył w trzeciej edycji programu Azja Express (2022) i programie Pokonaj mnie, jeśli potrafisz (2024), zagrał w charytatywnym odcinku teleturnieju Milionerzy (2023) i był jurorem w czwartym sezonie programu Lego Masters (2023). W marcu 2025 dołączył jako reporter muzyczny do redakcji programu Dzień dobry TVN.
Streamuje na platformie Twitch pod nazwą The Mighty Wozz.

## Dyskografia
| Album                            | Rok  | Utwór                                               | Źródło |
| -------------------------------- | ---- | --------------------------------------------------- | ------ |
| DJ Frodo – The Originals Mixtape | 2009 | gościnnie śpiew w utworze „Stare Baby Skit”         | [ 17 ] |
| Fu – Retrospekcje                | 2009 | gościnnie śpiew w utworze „Dosyć tego”              | [ 18 ] |
| VNM – Etenszyn: Drimz Kamyn Tru  | 2012 | gościnnie śpiew w utworze „Choćbym miał zostać sam” | [ 19 ] |
| Enej – Folkhorod                 | 2012 | gościnnie śpiew w utworze „United”                  | [ 20 ] |

## Teledyski
| Tytuł                                                                                | Rok  | Reżyseria/Realizacja          | Album                     | Źródło |
| ------------------------------------------------------------------------------------ | ---- | ----------------------------- | ------------------------- | ------ |
| Fu – „Dosyć tego” (gościnnie: Wozzo)                                                 | 2009 | Dwaem Media Group             | Retrospekcje              | [ 21 ] |
| 21 Allstars – „Powinnaś być ze mną” (gościnnie: Wozzo, Tomson, Ten Typ Mes, Martina) | 2009 | Piotr Turek                   | —                         | [ 22 ] |
| VNM – „Choćbym miał zostać sam” (gościnnie: Wozzo)                                   | 2012 | Witek Michalak, Adam Lapinski | Etenszyn: Drimz Kamyn Tru | [ 23 ] |

## Filmografia
| Tytuł                                             | Rok  | Rola                               | Uwagi                         | Źródło |
| ------------------------------------------------- | ---- | ---------------------------------- | ----------------------------- | ------ |
| 39 i pół                                          | 2009 | on sam                             | odc. 14–15, 18, 21, 23–24, 26 | [ 24 ] |
| Planeta singli                                    | 2016 | randkowicz Dominik                 |                               | [ 25 ] |
| Juliusz                                           | 2018 | ksiądz na pogrzebie ojca Juliusza  |                               | [ 5 ]  |
| Wszyscy moi przyjaciele nie żyją                  | 2020 | Dariusz                            |                               | [ 5 ]  |
| Planeta singli. Osiem historii                    | 2021 | typ                                | odcinek „Test”                | [ 5 ]  |
| Teściowie 2                                       | 2023 | wokalista zespołu w barze na plaży |                               | [ 5 ]  |
| Polski dubbing                                    |      |                                    |                               |        |
| Asterix i Obelix: W służbie Jej Królewskiej Mości | 2012 | strażnik brytyjski                 |                               | [ 26 ] |
| High School Musical: Serial                       | 2019 | Zack                               |                               | [ 27 ] |